# Ultraman (nhân vật)
Ultraman (ウルトラマン Urutoraman) là một siêu anh hùng hư cấu và nhân vật anh hùng tokusatsu đầu tiên ra mắt trong loạt Ultra Series do Tsuburaya Productions sản xuất. Sự có mặt của nhân vật này trong làng giải trí thế giới đã giúp ra đời dòng phim kyodai Hero với vô số các chương trình như Godman và Iron King.
Ultraman lần đầu xuất hiện trong vai trò nhân vật chính bên cạnh nhân vật người chưa chuyển hóa Hayata Shin trong bộ phim truyền hình dài tập Ultraman (1966–67), phát sóng trong 39 tập phim. Sau thành công của Ultraman, Tsuburaya đã sáng tạo ra một bộ phim kyodai hero nữa, nằm trong dự án Ultra Series của họ và đặt tên là Urutora Seven. Cả hai bộ phim đều nằm trong chung một thể loại với những người hùng rất giống nhau, nhưng lại không hề có gốc gác nào liên hệ với nhau. Phải đến khi Kaettekita Urutoraman (Return of Ultraman) ra đời bốn năm sau, cụ thể là vào năm 1971 thì Ultraman và Ultra Seven mới kết hợp trong cùng một đầu truyện. Sự kiện này như xây chắc quyết định của Tsuburaya Productions khi đưa Ultra Series theo con đường tập trung vào một Ultraman mới trong mỗi series mới. Nguyên mẫu nhân vật trong hình dạng người hùng khổng lồ mặc đồ đỏ pha bạc đã trở thành một thương hiệu hết sức nổi tiếng và tiếp tục có mặt trong nhiều tác phẩm của chuỗi Ultra Series. Ngoài ra, anh còn sở hữu rất nhiều những chi tiết mang tính thương hiệu, làm cho anh được nhiều khán giả nhớ tới đến nay như bộ đèn Hẹn giờ màu, thế đứng Specium Ray hay tiếng hét biểu tượng "Shuwatch" (シュワッチ Shuwatchi).
Trong loạt phim, những tiếng gằn và tiếng thét biểu tượng "Shuwatch" của Ultraman là giọng của Nakasone Masao – người lồng tiếng anh dưới hình hài thực ở tập 33 trong cuộc chiến của anh với Alien Mefilas. Đoạn hội thoại của anh ở tập 1 và tập 39 là giọng của Kondō Hisashi, còn ở tập 15 anh được lồng tiếng bởi Ishizaka Koji – người kể chuyện từ tập 1 đến tập 19. Trong những lần xuất hiện sau, Ultraman tái sử dụng tiếng gằn khi anh được lồng tiếng bởi Kurobe Susumu (diễn viên của Hayata Shin) hoặc chỉ đơn giản là im lặng trong suốt thời gian lên hình. Người hóa thân trong bộ đồ Ultraman là Furuya Bin trong mùa phim đầu tiên. Bin sau đó tiếp tục thủ vai nhân vật Amagi thuộc Đội bảo vệ Ultra – một trong các nhân vật nằm trong sê-ri hậu bản Urutora Seven. Ở những tác phẩm Ultra Series hậu bản về sau, Ultraman được thủ vai bởi nhiều diễn viên lồng tiếng và người đóng thế. Mặc dù Kurube Susumu  sau này đôi khi đảm nhận vai Hayata hay tự mình lồng tiếng cho Ultraman (mặc dù tiếng gằn của anh vẫn được tái sử dụng từ diễn viên quá cố Nakasone Masao), nhưng vẫn có vài dịp khác anh được lồng tiếng bởi các diễn viên lồng tiếng khác.
Thương hiệu Ultraman đã thu về 7,4 tỷ USD tiền bán phụ phẩm từ năm 1966 đến 1987, tương đương với hơn 17 tỷ USD nếu tính lạm phát. Ultraman là nhân vật được có bản quyền ăn khách thứ 3 thế giới ở thập niên 1980 chủ yếu nhờ danh tiếng của nhân vật tại thị trường châu Á.

## Xây dựng nhân vật
Nhà biên kịch Kinjo Tetsuo lúc đầu tưởng tượng ra hình ảnh một sinh vật bò sát nằm xuyên thiên hà và đặt tên là Bemler – tức tiền thân của Ultraman sau này. Sinh vật này có thể phát triển kích thước lên tới 164 foot (50 m) với thiết kế là sự kết hợp giữa Garuda và Tengu. Mẫu thiết kế mang nhiều dấu ấn nhất do Narita Tohl và nhà điêu khắc Sasaki Akira thực hiện với ý tưởng về một người ngoài hành tinh màu xám. Cả ba bộ đồ cơ thể của Ultraman đã được sáng chế cho chương trình, tất cả chúng đều được thiết kế sao cho phù hợp với cơ thể của diễn viên Furuya Bin. Rất nhiều cải tiến lên bộ đồ Ultraman được thực hiện trong quá trình sê-ri phát triển. Mẫu bộ đồ đầu tiên có tên là Mẫu A (tập 1 đến 13), kế đó là Mẫu B (14–29) và cuối cùng là Mẫu C (từ tập 30 trở đi).
Bộ Mẫu A có chiếc mặt nạ được làm từ nhựa FRP và phủ một lớp cao su, mang lại cho Ultraman một gương mặt "bị nhiều nếp nhăn". Chiếc mặt nạ lúc đầu được thiết kế có dạng để miệng mở, nhưng lớp phủ cao su đã che mắt mảng miệng đó. Furuya Bin có nhắc đến rằng Loại A không vừa với anh và nó làm cho anh buộc phải khom người xuống một chút. Sau khi Mẫu A bộc lộ những hạn chế, thì Mẫu B đã được làm ra để khắc phục chúng. Chiếc mặt nạ của Mẫu B đã loại bỏ các chức năng để miệng mở và phủ lớp cao su, thay vào đó là một phiên bản toàn FRP. Một số nhân viên trong ê-kíp làm phim không hề biết về những thay đổi mới ở Mẫu B và thấy ngạc nghiên khi khuôn mặt của Ultraman bỗng biến đổi đột ngột từ gương mặt giống người ngoài hành tinh sang gương mặt có hình dáng như "mặt nạ sắt". Mẫu B có kích thước to hơn so với Mẫu A và theo lời Furuya kể thì: "Nó vừa với tôi hơn và đệm lót, làm cho Ultraman trông có vẻ cơ bắp hơn". Bộ Mẫu C là một mẫu biến thể cái tiến của Mẫu B với những tinh chỉnh nhỏ ở các góc trên khuôn mặt như mắt, miệng và tai.

## Lịch sử hình thành

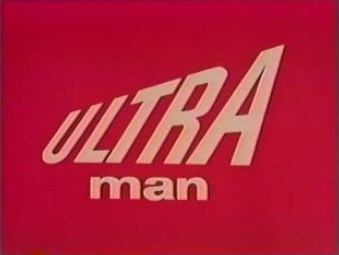
Dòng tựa của Ultraman bằng tiếng Anh.

### Kỷ nguyênChiêu Hòavà những tác phẩm nổi bật
- Kaettekita Urutoraman (1971): Xuất hiện trong tập 38, anh và Ultra Seven đã hợp tác để giải cứu Urutoraman Jakku khỏi bị Alien Nackle đánh bại. Mặc dù không xuất hiện ở cảnh mở đầu, song anh liên lạc với Go/Urutoraman Jakku bằng thần giao cách cảm ở tập 51. Trong tập 51, anh được lồng tiếng bởi diễn viên Yatsu Isao (谷津勲).
- Ultraman Ace (1972): Xuất hiện trong các tập 1, 13, 14, 26 và 27 nhưng trong tất cả những tập phim này, cảnh duy nhất mà nhân vật nói chuyện nằm ở tập 13 với giọng lồng tiếng của diễn viên Tsujimura Mahito (辻村真人). Bộ đồ anh mặc trong tập 1 chỉ đơn giản là được sơn lại từ bộ của Ultraman Jack.[7]
- Ultraman Taro (1973): Xuất hiện trong các tập 1, 25, 33, 34 và 40. Ở tập 1, anh nằm trong đội Urutora Kyōdai (hay Ultra Brothers) chứng kiến sự hợp thể giữa Urutoraman Tarō và Kotaro rồi sau đó chuyển Chuông Ultra đến Tháp Ultra ở tập 25. Ở hai tập 33 và 34, anh và các thành viên còn lại của Urutora Kyōdai đã sát cánh cùng Taro trên Trái Đất nhằm chiến đấu với Alien Temperor. Trong tập 40, anh là người đầu tiên giao chiến với Tyrant trên hành tinh Uranus, nhưng cuối cùng bị đánh bại.
- Ultraman Leo (1974): Xuất hiện trong các tập 38 và 39. Nhân vật được lồng tiếng bởi Nazuka Shinya (名塚 新也?).[8]
- Ultraman 80: Ultraman được nhắc đến bởi Urutoraman Eiti trong cuộc chiến chống lại Alien Baltan VI, khi anh ta sử dụng vầng sáng của mình để hạ gục đối phương.
- Urutoraman Sutōrī (1984): Horiuchi Kenyu là diễn viên nhận vai này.

### Kỷ nguyênBình Thành
- Urutoraman Zeasu (1986): Ultraman được nhắc đến nhiều lần trong phần phim này, khi bức tượng khổng lồ hình chân dung anh nhân lễ kỷ niệm 30 năm ra đời sê-ri đã bị Cotton-Poppe nhanh chóng ăn hết sạch. Khi Katsuto/Urutoraman Zeasu tung chiêu Speciu-shula Ray trước gương, hình ảnh Ultraman có thể nhìn thấy qua phần phản chiếu.
- Ultraman Tiga (1996): Xuất hiện trong tập 49, Ultraman đã hỗ trợ Ultraman Tiga để đánh bại quái vật Yanakahgi. Anh được lồng tiếng bởi diễn viên Futamata Issei (二又 一成).
- Urutoraman Mebiusu ando Urutora Kyōda (2006): Trong phần phim này, các nhân vật Ultraman, Utra Seven, Urutoraman Jakku và Urutoraman Ēsu đã phong ấn phản diện Yapool và tên siêu thú U-Killersaurus của y xuống đáy hồ Kobe bằng năng lượng của họ.
- Urutoraman Mebiusu (2006): Sau những sự kiện ở phần phim trước, Ultraman trở lại trong tập 47 và 50 của bộ phim. Sau khi Alien Mefilas tẩy não toàn bộ người dân và biến họ thành đầy tớ của y, Mirai đã tìm kiếm sự giúp đỡ của Hayata nhưng anh ta lại chẳng thể làm gì, bởi những hành động của Mefilas không gây nguy hiểm cho người dân.

### Kỷ nguyên Khủng hoảng Thiên hà
- Urutora Gyarakushī Daikaijū Batoru (2007): Ultraman truy đuổi tên quỷ Alien Raybrad nhưng bị đánh bại và bị hóa đá trong một ngọn núi trên hành tinh Boris, cho đến khi Reimon và đội ZAP SPACY đến giải cứu anh. Ultraman trả ơn cho đội Pendragon bằng cách tấn công King Joe Black để giúp nhân loại có đủ thời gian tránh khỏi sự hủy diệt của Boris.
- Urutora Gyarakushī Daikaijū Batoru Nebā Endingu Odessei (2008): Ultraman trở lại trong tập phim cuối với Ultra Seven để giải cứu đội ZAP SPACY khỏi quái vật Alien Raybrad. Cùng lúc ấy, Seven cũng đòi lại Capsule Monster Miclas từ tay Rei.[9]
- Urutoraman Mebiusu Gaiden Gōsuto Ribāsu (2009): Ultraman nằm trong đội Urutora Kyōdai chứng kiến sự ra đi của Ace và Taro sau khi ngăn chặn Ultra Sign của Hikari.[10][11][12]
- Daikaijū Batoru Urutora Ginga Densetsu Za Mūbī (2009): Sau khi Belial trốn thoát, Ultraman nằm trong số các Ultra Warriors cố gắng ngăn chặn Belial tiến gần tới Tia lửa Plasma.[13]
- Ultraman Zero THE MOVIE: Chōkessen! Beriaru Ginga Teikoku (2010): Ultraman nằm trong các thành viên của đội Space Garrison nghiên cứu tàn tích của Darklop và hiến tặng ánh sáng của mình cho quả cầu du hành của Zero để nhân vật này có thể chuyển tới một vũ trụ khác.[14]

### Kỷ nguyên anh hùng thế hệ mới
- Ultraman Ginga (2013): Cùng với Urutora Kyōdai, Ultraman là một trong các chiến binh của cuộc chiến Dark Spark nhằm chiến đấu với Zetton, nhưng sớm bị Dark Lugiel nguyền rủa Spark Doll trong lúc anh và Space Garrisons cố bảo vệ Taro. Trong tập phim phụ, một bản sao Spark Doll của Ultraman được Chigusa tái sử dụng để đấu lại Zetton, khi mà Zetton bị điều khiển bởi Alien Magma - tay sai cũ của Dark Lugiel.[15] Trước đó vào năm 2013, Ginga đã được giới thiệu trong một buổi lễ khi loạt Ultra Series được ghi nhận là chương trình có nhiều hậu bản và ngoại truyện nhất với một tấm bằng ghi danh của Sách Kỷ lục Guinness.[16][17][18]
- Urutoraman Ginga Gekijō Supesharu Urutora Kaijū Hīrō Dairansen! (2014): Ultraman nằm trong số các bản vẽ phác thảo của Tomoya trong cuốn sách của ông, để rồi một sóng năng lượng kỳ lạ từ vũ trụ đã hiện thực hóa các Ultraman và các bản vẽ khác thành những Spark Doll.
- Ultraman Orb (2016): Ultraman là người đã phong ấn Maga-Zetton, để rồi Zetton bị thức tỉnh ở một thời điểm nào đó ngay trước khi bối cảnh của bộ phim diễn ra. Maga-Zetton tìm đến giao đấu với Ultraman Orb và bị đánh bại, nhưng trận tái đấu sau đó đã biến cả một khu rừng thành một vùng miệng núi lửa âm ỉ. Cùng với Tiga, năng lực của Ultraman được truyền qua Urutoraman Ōbu khi sử dụng chiêu thức Spacium Zeperion, cho phép anh ta sử dụng năng lực của Ultraman.[19]
- Ultraman Jīdo (2017): Cùng với đội Urutora Kyōdai, Ultraman đã tham gia một trận đánh với Belial trước khi anh bị bắt trong Crisis Impact. Sức mạnh của anh tồn tại được nhờ có Urutoraman Kapuseru (ウルトラマンカプセル), do Riku sử dụng nó cùng lúc với Belial Capsule để tạo ra Ultraman Jīdo. Theo đạo diễn Sakamoto Koichi, đây là chiêu thức vừa sử dụng sức mạnh tàn bạo của Belial, vừa giữ được trái tim công lý của Ultraman.[20]
- Urutora Gyarakushī Faito (2019): Cùng với các thành viên của Urutora Kyōdai, Ultraman từng giao đấu với Ultra Dark-Killer và giành chiến thắng khi trao năng lượng của mình cho Taro. Sau khi quỷ dữ hồi sinh và lập nên Liên minh Bóng tối, Urutora Kyōdai đã tập hợp các anh hùng thế hệ mới và quan sát họ chiến đấu từ Vùng đất Ánh sáng.

## Trên phương tiện truyền thông
Dưới đây là những lần xuất hiện của Ultraman và Hayata trong các sản phẩm ngoài những bộ phim truyền hình về nhân vật, chẳng hạn như manga và tiểu thuyết chuyển thể.

### Phim điện ảnh
- Ngày 16 tháng 7 năm 2015, Tsuburaya Productions đã cho phát một video bị khóa theo vùng trên trang Youtube chính thức của hãng, lấy nhan đề là "Ultraman_n/a" mà không có bất kì dòng mô tả nào. Trong đoạn clip là hình Ultraman đang mở miệng - tính năng này lúc đầu định đưa vào bộ Mẫu A, song đã bị lược bỏ.[21]
- Tháng 8 năm 2019, một tác phẩm điện ảnh chuyển thể dựa theo nguyên mẫu Ultraman đã được công bố với tựa Shin Ultraman do Higuchi Shinji làm đạo diễn và Anno Hideaki chắp bút kịch bản (trước đây hai người từng hợp tác trong dự án Shin Gojira của Toho).[22] Bộ phim dự kiến sẽ ra mắt vào năm 2021 và đã công bố dàn ê-kíp làm phim sau đó 1 tháng.[23] Ngày 15 tháng 2, trong hội chợ người hâm mộ Tsubucon do Tsuburaya Production tổ chức, mẫu thiết kế Ultraman đã được tiết lộ với các chi tiết lấy từ ấn tượng ban đầu của Narita Tohl về nhân vật, nhưng lại thiếu Bộ đèn hẹn giờ.[24]

### Manga
- Ultraman là nhân vật chính trong bộ manga nổi tiếng Ultraman Chotoshi Gekiden. Trong đĩa OVA năm 1996, anh được lồng tiếng bởi Morikawa Toshiyuki (森川 智之?).[25]
- Trong bộ manga Ultraman The First (2003), vai trò của Ultraman và Hayata vẫn y hệt loạt truyền hình nguyên tác, bởi bộ manga giống như một dạng tái diễn giải loạt phim truyền hình trên các trang truyện tranh.[26]
- Trong bộ manga Ultraman Story 0 (2005), Ultraman là người đầu tiên trong chủng tộc của anh bị đột biến thành người khổng lồ sau khi Tia lửa Plasma phát ra khắp thế giới của họ.
- Trong bộ manga Ultraman (2011) lấy bối cảnh ở một vũ trụ song song, khi mà Ultraman là chiến binh Ultra duy nhất đặt chân đến Trái Đất. Nhiều năm sau khi người khổng lồ ấy rời khỏi Trái Đất, ký ức của Hayata Shin (được lồng tiếng bởi Sugō Takayuki trong Motion Comic) về Ultraman bị xóa sạch và anh có được một cuộc sống ổn định bên gia đình nhỏ của mình với một cậu con trai tên Hayata Shinjiro. Hayata còn trở thành Bộ trưởng Bộ Quốc phòng sau khi rời nhiệm sở SSSP.[27]

### Tiểu thuyết
- Trong bộ tiểu thuyết chuyển thể Ultraman do Kinjo Tetsuo chắp bút kịch bản vào tháng 8 năm 1967, mặt lịch sử hình thành nhân vật Ultraman cũng giống hệt như bản phim truyền hình.
- Another Genesis là tên một loạt tiểu thuyết ra đời vào năm 2012 đã thay đổi đáng kể mẫu thiết kế Ultraman. Sau khi hủy diệt Vùng đất Ánh sáng bằng đôi tay của Ultraman Beriaru, Ultraman rơi vào cảnh sống ẩn dật và phát điên, hạ quyết tâm phục dựng lại quê nhà đã bị phá hủy của mình bằng cách săn lùng những mảnh vở của Tia lửa Plasma. Anh lần đầu có mặt trong chương 2 và giao đấu với một ác nhân khổng lồ tên Antlar - kẻ bị đột biến do dính dáng đến những mảnh vỡ của Tia lửa Plamsa. Cuối cùng Ultraman đã dùng chính mảnh vỡ ẩy đâm Antlar đến chết.[28]
- Ultraman đã xuất hiện trong đoạn cao trào của cuốn tiểu thuyết Ready Player One của nhà văn Ernest Cline; trong cảnh này, nhân vật chính của bộ truyện Wade Owen Watts/Parzival lấy được tính năng Beta Capsule và biến hình thành Ultraman để chiến đấu với Nolan Sorrento/IOI-655321 - kẻ điều khiển Mekagojira. Trong bản chuyển thể điện ảnh năm 2019, đạo diễn Steven Spielberg do không giành được bản quyền của Ultraman nên đã thay thế vai trò của Ultraman trong nguyên tác bằng Iron Giant và RX-78-2 Gundam.[29]

### Trò chơi điện tử
- Trong game Kyoei Toshi, Ultraman xuất hiện trong cấp chơi đầu tiên khi đối đầu với kẻ mạo danh mình tên là Imitation Ultraman (về sau danh tính thật của kẻ giả được tiết lộ là Alien Zarab). Trận chiến của họ vô tình làm cho cả thành phố gặp nguy hiểm, đặc biệt là những người chơi (hóa thân trong các vai dân thường) buộc phải tìm mọi cách để trốn thoát khỏi thành phố, và trận chiến trở thành chướng ngại vật lớn nhất mà họ từng gặp phải.
- Ultraman là một trong những nhân vật có khả năng kích hoạt trong tựa game Monster Strike cài trên ứng dụng di động - một phần của thương vụ hợp tác với Ultra Series. Khi người chơi sử dụng cú "Strike Shot", Ultraman sẽ bắt đầu tung ra đòn đánh mạnh nhất của mình là Specium Ray,

### Truyện tranh
- Tháng 11 năm 2019, Marvel Comics thông báo rằng hãng truyện tranh của Mỹ đã hợp tác với Tsuburaya Productions để cho xuất bản các đầu truyện tranh và graphic novel Ultraman, lấy tựa là The Rise of Ultraman, dự kiến bắt đầu phát hành vào năm 2020. Loạt truyện này được dùng để giới thiệu Ultraman với khán giả thế hệ mới.

## Đón nhận

### Bình luận chuyên môn
Todd Gilchrist của IGN đã miêu tả cả Hayata và Ultraman là "mẫu nhân vật kiểu Peter Parker muốn trở thành siêu anh hùng bất cứ khi nào có người ngoài hành tinh đến xâm lăng Trái Đất (thông thường xảy ra ít nhất một lần mỗi tập phim); kế đó là vài cảnh chiến đấu khá vụng về, rồi cuối cùng thế giới được cứu khỏi nạn hủy diệt." Ông cũng cho rằng nguyên nhân làm nên danh tiếng của loạt phim là bởi sự tương tác trực tiếp của Hayata với khán giả, những vụ án điều tra của SSSP, hoặc trận đại chiến của Ultraman với những con quái vật và người ngoài hành tinh "chỉ cân xứng nhau khi anh ta tung đòn tay và chớp mắt". Ông chấm loạt phim điểm 8/10.
Trong lúc đánh giá trọn bộ DVD của Ultraman, một cây viết khác của IGN là R. L. Shaffer lại miêu tả Ultraman là "một sinh vật đến từ ngoài Trái Đất có kích cỡ khổng lồ như tòa nhà chọc trời nhằm bảo vệ chúng ta khỏi những con quái vật, người ngoài hành tinh và các ác nhân khác sở hữu kích cỡ không hề kém cạnh. Mỗi tuần Ultraman đã và đang kết liễu một kẻ phản diện cực vui nhộn, phá hủy các thị trấn, làng xá, rừng và thành phố." Tuy nhiên, ông thừa nhận bộ phim "mang lại cái cảm giác phim độc, chủ yếu nhờ vào những con quái vật và những trận đánh mãn nhãn." Ông chấm loạt phim điểm 8/10.

### Danh tiếng

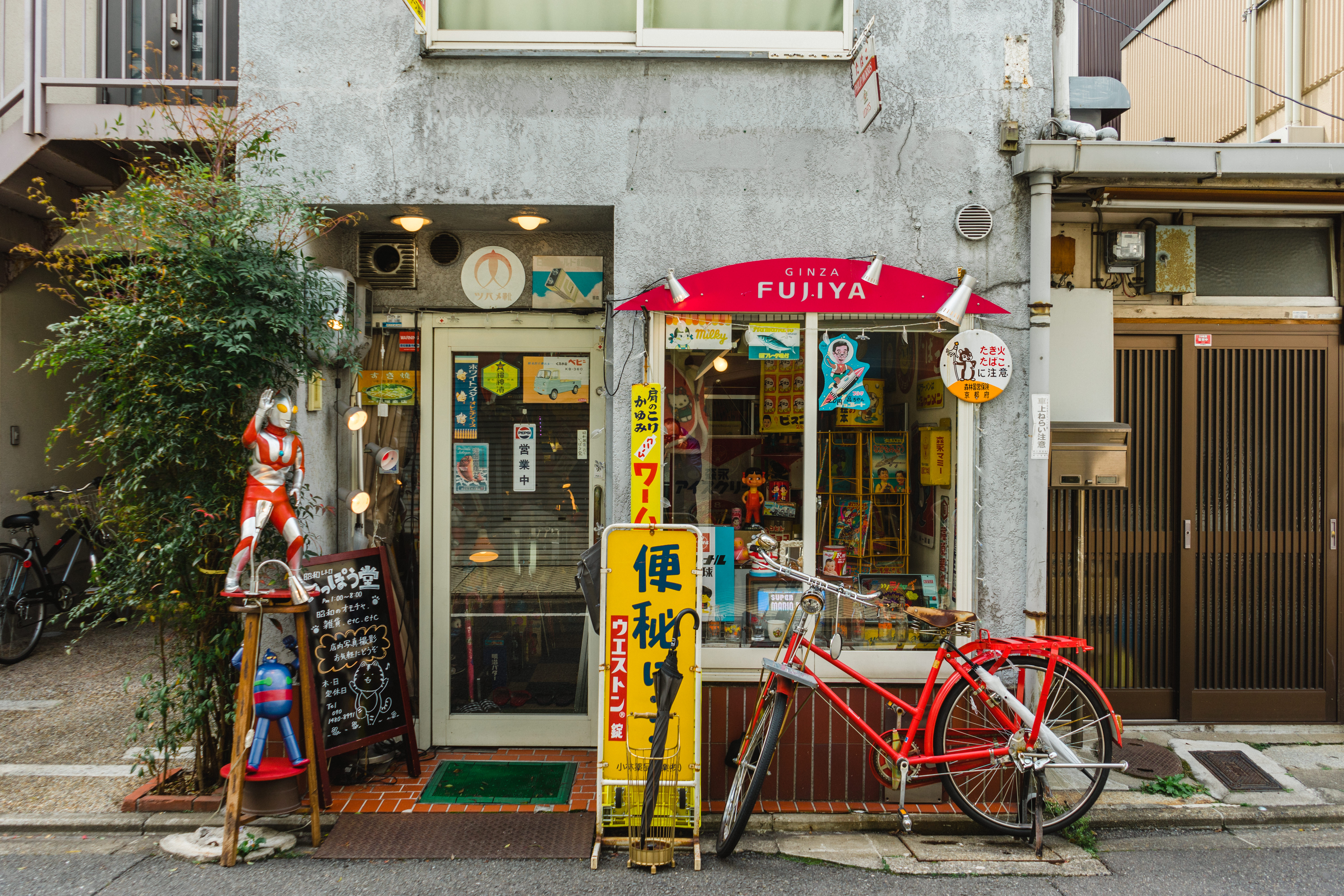
Một cửa hàng tại Kyoto, Nhật Bản có trưng bày tượng nhỏ hình Ultraman trước cửa hiệu.

Một trong những trò đùa nổi tiếng nhất trong văn hóa Nhật Bản là cảnh phim trích ra từ tập 34 của Ultraman, khi mà Hayata nhầm thìa cà ri với Beta Capsule trong lúc vội vàng cố biến hình và ngăn chặn quái vật Skydon nhảy xuống Trái Đất. Cảnh này do Jissoji Akio nghĩ ra và trong lúc bị Nonagase Samaji - một đạo diễn khác của Ultraman phàn nàn, lượng xem tập phim đã tăng cao chót vót và chứng minh độ nổi tiếng của cảnh phim. Cũng bởi trò đùa này mà một số phương tiện truyền thông của Nhật (chủ yếu là trong anime và manga) có xu hướng đem một sự việc ra giễu nhại bằng cách lặp lại cùng một sai lầm hoặc đơn giản là sử dụng một cặp thìa tượng trưng cho đôi mắt của Ultraman.
Ngoài ra, một đô vật người Mexico cũng sỏ hữu bí danh dùng trong các trận đấu là Ultraman. Tên của con trai anh là Ultraman Jr. Dù không liên quan nhưng một đô vật người Mexico khác tên là Starman cũng từng sử dụng cái tên Ultraman Jr. Thất bại của Ultraman dưới tay Zetton ở tập 39 đã gây tác động lớn đến khán giả, nhiều đến mức nó như một nguồn cảm hứng cho các đô vật chuyên nghiệp người Nhật như Onita Atsushi và Maeda Akira lấy làm hy vọng "báo thù cho người anh hùng đã tử trận" trong sự nghiệp của họ.
Tháng 2 năm 2007, một video nổi tiếng trên Internet tên là Omoide wa Okkusenman! đã phủ sóng khắp Nhật Bản và nhanh chóng gây sốt. Ca khúc miêu tả một ca sĩ vừa hồi tưởng về thời thơ ấu của mình và những người bạn – cụ thể là những lần bắt chước Ultraman và Sebun, vừa nhận ra cuộc sống của bản thân anh và họ đã biến đổi ra sao. Tháng 9 cùng năm, Ultraman là vị khách mời đặc biệt tại lễ trao giải Hugo.